# شیمازو تاکاهیسا

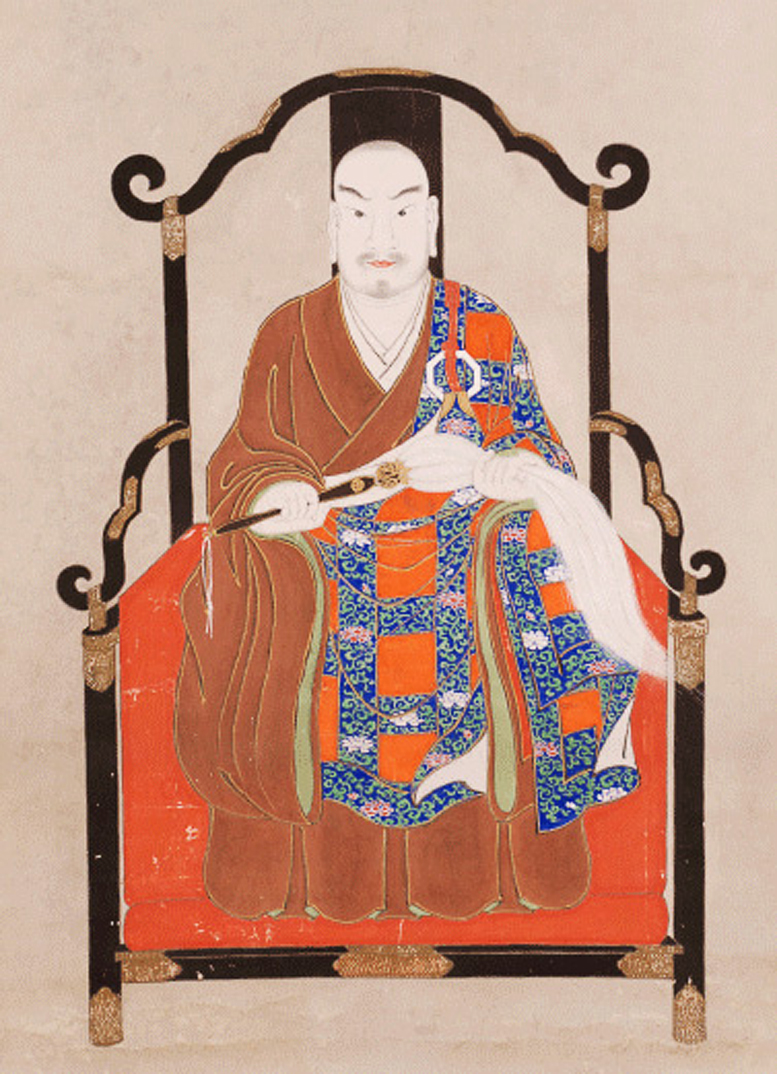
شیمازو تاکاهیسا، از دایمیوهای ژاپنی در دوره سنگوکو

شیمازو تاکاهیسا (به ژاپنی: 島津 貴久) (۱۵۱۴ – ۱۵۷۱ میلادی) یکی از دایمیوهای ژاپنی در دوره سنگوکو بود. او پانزدهمین رهبر خاندان شیمازو بود که بر کیوشو در جنوب ژاپن حکمرانی می‌کرد.